# Micropentila adelgunda
Micropentila adelgunda is een vlinder uit de familie van de Lycaenidae. De wetenschappelijke naam van de soort is voor het eerst geldig gepubliceerd in 1892 door Staudinger.